# Records du tournoi des Six Nations
Cet article donne les records du Tournoi des Six Nations. Il s'agit des statistiques sur des performances collectives et individuelles obtenues pendant le Tournoi britannique, des Cinq ou des Six Nations.

## Records collectifs

### Victoires dans le Tournoi et Grands Chelems
| Nation         | Tournois disputés | Victoires | % vic. / TD | Victoires seule | Grands Chelems |
| -------------- | ----------------- | --------- | ----------- | --------------- | -------------- |
| Angleterre     | 129               | 39        | 30,2 %      | 29              | 13             |
| Pays de Galles | 131               | 39        | 29,8 %      | 28              | 12             |
| France         | 96                | 27        | 28,1 %      | 18              | 10             |
| Irlande        | 131               | 23        | 17,6 %      | 15              | 4              |
| Écosse         | 131               | 22        | 16,8 %      | 14              | 3              |
| Italie         | 26                | 0         | 0 %         | 0               | 0              |

| Nation              | Années d'obtention de Grands Chelems                                         |
| ------------------- | ---------------------------------------------------------------------------- |
| Angleterre (13)     | 1913, 1914, 1921, 1923, 1924, 1928, 1957, 1980, 1991, 1992, 1995, 2003, 2016 |
| Pays de Galles (12) | 1908, 1909, 1911, 1950, 1952, 1971, 1976, 1978, 2005, 2008, 2012, 2019       |
| France (10)         | 1968, 1977, 1981, 1987, 1997, 1998, 2002, 2004, 2010, 2022                   |
| Irlande (4)         | 1948, 2009, 2018, 2023                                                       |
| Écosse (3)          | 1925, 1984, 1990                                                             |
| Italie (-)          | —                                                                            |

### Autres records
- Points marqués pendant un match : 80 par l'Angleterre contre l'Italie en 2001[1].
- Essais marqués par une équipe pendant un match : 11 par la France contre l'Italie en 2025[1].
- Essais marqués durant un match : 14 entre l'Italie et la France en 2025.
- Écart au score : 57 points, par l'Angleterre contre l'Italie en 2001.
- Points marqués par une équipe perdante pendant un match : 35 par la France contre le pays de Galles en 2001 et par la France contre l'Angleterre en 2015.
- Match nul le plus prolifique : 38 - 38 lors du match Angleterre-Écosse en 2019.
- Points marqués pendant un Tournoi : 229 par l'Angleterre en 2001.
- Essais marqués pendant un Tournoi : 30 par la France en 2025.
- Match le plus long : 99 minutes et 55 secondes lors de France-pays de Galles en 2017[2].
- Record de sélections cumulées dans le Tournoi par une équipe : le pays de Galles en 2020 : 859 sélections cumulées contre la France[3]

### Écarts records Nation contre Nation

#### Depuis le début (1883)
|                |      | Angleterre        | Écosse            | France            | Pays de Galles    | Irlande           | Italie            |
| -------------- | ---- | ----------------- | ----------------- | ----------------- | ----------------- | ----------------- | ----------------- |
| Angleterre     | Dom. |                   | 2017 40 pts 61-21 | 1911 37 pts 37-0  | 2002 40 pts 50-10 | 2002 34 pts 45-11 | 2001 57 pts 80-23 |
| Angleterre     | Ext. |                   | 2002 26 pts 29-3  | 1914 26 pts 39-13 | 2025 54 pts 68-14 | 1997 40 pts 46-6  | 2000 47 pts 59-12 |
| Écosse         | Dom. | 1986 27 pts 33-6  |                   | 1912 28 pts 31-3  | 2023 28 pts 35-7  | 1997 28 pts 38-10 | 2021 42 pts 52-10 |
| Écosse         | Ext. | 1901 15 pts 18-3  |                   | 1913 18 pts 21-3  | 1982 16 pts 34-18 | 1984 23 pts 32-9  | 2002 17 pts 29-12 |
| France         | Dom. | 1972 25 pts 37-12 | 2003 35 pts 38-3  |                   | 2025 43 pts 43-0  | 2002 39 pts 44-5  | 2022 27 pts 37-10 |
| France         | Ext. | 2023 43 pts 53-10 | 1998 35 pts 51-16 |                   | 1998 51 pts 51-0  | 1963 19 pts 24-5  | 2025 49 pts 73-24 |
| Pays de Galles | Dom. | 2013 27 pts 30-3  | 2014 48 pts 51-3  | 1910 35 pts 49-14 |                   | 1907 29 pts 29-0  | 2016 53 pts 67-14 |
| Pays de Galles | Ext. | 1906 13 pts 16-3  | 2005 24 pts 46-22 | 1975 15 pts 25-10 |                   | 1976 25 pts 34-9  | 2015 41 pts 61-20 |
| Irlande        | Dom. | 2007 30 pts 43-13 | 2000 22 pts 44-22 | 1913 24 pts 24-0  | 2002 44 pts 54-10 |                   | 2022 51 pts 57-6  |
| Irlande        | Ext. | 2022 17 pts 32-15 | 2015 30 pts 40-10 | 2024 21 pts 38-17 | 2001 30 pts 36-6  |                   | 2017 53 pts 63-10 |
| Italie         | Dom. | 2008 -4 pts 19-23 | 2000 14 pts 34-20 | 2013 5 pts 23-18  | 2003 8 pts 30-22  | 2013 7 pts 22-15  |                   |
| Italie         | Ext. | 2013 -7 pts 11-18 | 2007 20 pts 37-17 | 2024 0 pts 13-13  | 2024 3 pts 24-21  | 2008 -5 pts 11-16 |                   |

#### Six Nations (depuis 2000)
|                |      | Angleterre        | Écosse            | France            | Pays de Galles    | Irlande           | Italie            |
| -------------- | ---- | ----------------- | ----------------- | ----------------- | ----------------- | ----------------- | ----------------- |
| Angleterre     | Dom. |                   | 2017 40 pts 61-21 | 2019 36 pts 44-8  | 2002 40 pts 50-10 | 2002 34 pts 45-11 | 2001 57 pts 80-23 |
| Angleterre     | Ext. |                   | 2002 26 pts 29-3  | 2008 11 pts 24-13 | 2025 54 pts 68-14 | 2003 36 pts 42-6  | 2000 47 pts 59-12 |
| Écosse         | Dom. | 2018 12 pts 25-13 |                   | 2016 11 pts 29-18 | 2023 28 pts 35-7  | 2001 22 pts 32-10 | 2021 42 pts 52-10 |
| Écosse         | Ext. | 2023 6 pts 29-23  |                   | 2021 4 pts 27-23  | 2002 5 pts 27-22  | 2010 3 pts 23-20  | 2002 17 pts 29-12 |
| France         | Dom. | 2006 25 pts 31-6  | 2003 35 pts 38-3  |                   | 2025 43 pts 43-0  | 2002 39 pts 44-5  | 2022 27 pts 37-10 |
| France         | Ext. | 2023 43 pts 53-10 | 2004 31 pts 31-0  |                   | 2000 33 pts 36-3  | 2025 15 pts 42-27 | 2025 49 pts 73-24 |
| Pays de Galles | Dom. | 2013 27 pts 30-3  | 2014 48 pts 51-3  | 2014 21 pts 27-6  |                   | 2019 18 pts 25-7  | 2016 53 pts 67-14 |
| Pays de Galles | Ext. | 2008 7 pts 26-19  | 2005 24 pts 46-22 | 2013 10 pts 16-6  |                   | 2000 4 pts 23-19  | 2015 41 pts 61-20 |
| Irlande        | Dom. | 2007 30 pts 43-13 | 2000 22 pts 44-22 | 2023 13 pts 32-19 | 2002 44 pts 54-10 |                   | 2022 51 pts 57-6  |
| Irlande        | Ext. | 2022 17 pts 32-15 | 2015 30 pts 40-10 | 2024 21 pts 38-17 | 2001 30 pts 36-6  |                   | 2017 53 pts 63-10 |
| Italie         | Dom. | 2008 -4 pts 19-23 | 2000 14 pts 34-20 | 2013 5 pts 23-18  | 2003 8 pts 30-22  | 2013 7 pts 22-15  |                   |
| Italie         | Ext. | 2013 -7 pts 11-18 | 2007 20 pts 37-17 | 2024 0 pts 13-13  | 2024 3 pts 24-21  | 2008 -5 pts 11-16 |                   |

### Meilleur et plus mauvais tournoi
| Tournoi → ↓ Nation | Tournoi → ↓ Nation | Tournoi britannique (1883-1909 et 1932-1939) | Cinq Nations (1910-1931 et 1947-1999) | Six Nations (depuis 2000)    |
| ------------------ | ------------------ | -------------------------------------------- | ------------------------------------- | ---------------------------- |
| Angleterre         | Meilleur           | 1892, 1re, 3 vic., +29                       | 1992, 1re, 4 vic., +89                | 2003, 1re, 5 vic., +127      |
| Angleterre         | Pire               | 1905, 4e, 0 vic., -47                        | 1972, 5e, 0 vic., -52                 | 2021, 5e, 2 vic., -9         |
| Écosse             | Meilleur           | 1891, 1re, 3 vic., +35                       | 1984, 1re, 4 vic., +50                | 2006, 3e, 3 vic., -3         |
| Écosse             | Pire               | 1932, 4e, 0 vic., -31                        | 1953, 5e, 0 vic., -54                 | 2004, 6e, 0 vic., -93        |
| France             | Meilleur           | —                                            | 1998, 1re, 4 vic., +95                | 2004, 1re, 5 vic., +84       |
| France             | Pire               | —                                            | 1910, 5e, 0 vic., -75                 | 2013, 6e, 1 vic., 1 nul, -18 |
| Pays de Galles     | Meilleur           | 1905, 1er, 3 vic., +35                       | 1976, 1er, 4 vic., +65                | 2008, 1er, 5 vic., +82       |
| Pays de Galles     | Pire               | 1892, 4e, 0 vic., -31                        | 1990, 5e, 0 vic., -48                 | 2003, 6e, 0 vic., -62        |
| Irlande            | Meilleur           | 1899, 1re, 3 vic., +15                       | 1948, 1re, 4 vic., +17                | 2018, 1re, 5 vic., +78       |
| Irlande            | Pire               | 1938, 4e, 0 vic., -37                        | 1992, 5e, 0 vic., -70                 | 2013, 5e, 1 vic., 1 nul, -9  |
| Italie             | Meilleur           | —                                            | —                                     | 2013, 4e, 2 vic., -36        |
| Italie             | Pire               | —                                            | —                                     | 2017, 6e, 0 vic., -151       |

## Records individuels

### Records de points et d'essais en une seule édition

#### Nombre de points marqués
Le tableau suivant montre que Jonny Wilkinson domine le classement des meilleurs réalisateurs par Tournoi, en apparaissant quatre fois parmi les dix premiers. L'Anglais Bob Hiller (1968, 1970, 1971 et 1972) et l'Écossais Gavin Hastings (1986, 1988, 1993 et 1995) sont aussi quatre fois chacun les meilleurs réalisateurs du Tournoi[réf. nécessaire].
| Rang | Joueur          | Nation         | Édition | Points marqués | Essais | Transf. | Pén. | Drops |
| ---- | --------------- | -------------- | ------- | -------------- | ------ | ------- | ---- | ----- |
| 1    | Jonny Wilkinson | Angleterre     | 2001    | 89             | 1      | 24      | 12   | 0     |
| 2    | Thomas Ramos    | France         | 2023    | 84             | 3      | 18      | 10   | 1     |
| 3    | Ronan O'Gara    | Irlande        | 2007    | 82             | 4      | 10      | 14   | 0     |
| 4    | Gérald Merceron | France         | 2002    | 80             | 1      | 9       | 18   | 1     |
| 5    | Jonny Wilkinson | Angleterre     | 2000    | 78             | 0      | 12      | 18   | 0     |
| 6    | Jonny Wilkinson | Angleterre     | 2003    | 77             | 0      | 13      | 12   | 5     |
| 7    | Ronan O'Gara    | Irlande        | 2006    | 76             | 1      | 10      | 17   | 0     |
| 8    | Jonny Wilkinson | Angleterre     | 2002    | 75             | 2      | 19      | 8    | 1     |
| 8    | George Ford     | Angleterre     | 2015    | 75             | 2      | 13      | 12   | 1     |
| 10   | Neil Jenkins    | Pays de Galles | 2001    | 74             | 1      | 9       | 12   | 5     |
| 10   | Leigh Halfpenny | Pays de Galles | 2013    | 74             | 1      | 6       | 19   | 0     |

#### Nombre d’essais marqués
Huit joueurs ont réussi l'exploit de marquer au moins un essai lors de chaque rencontre d'un Tournoi : les Anglais Carston Catcheside (en 1924) et Tommy Freeman (2025), les Écossais Johnnie Wallace (1925) et Alan Tait (1999), les Français Patrick Estève (1983), Philippe Sella (1986), Philippe Bernat-Salles (2001) et Louis Bielle-Biarrey (2025). L'Écossais George Lindsay détient le record du nombre d'essais marqués par un joueur pendant un match du Tournoi avec cinq unités contre le pays de Galles en 1887.
| Rang | Joueur               | Nation         | Édition | Essais |
| ---- | -------------------- | -------------- | ------- | ------ |
| 1    | Cyril Nelson Lowe    | Angleterre     | 1914    | 8      |
| 1    | Ian Smith            | Écosse         | 1925    | 8      |
| 1    | Louis Bielle-Biarrey | France         | 2025    | 8      |
| 4    | William Stewart      | Écosse         | 1913    | 7      |
| 4    | Jacob Stockdale      | Irlande        | 2018    | 7      |
| 6    | Vincent Coates       | Angleterre     | 1913    | 6      |
| 6    | Carston Catcheside   | Angleterre     | 1924    | 6      |
| 6    | Johnnie Wallace      | Écosse         | 1925    | 6      |
| 6    | Maurice Richards     | Pays de Galles | 1969    | 6      |
| 6    | Will Greenwood       | Angleterre     | 2001    | 6      |
| 6    | Shane Williams       | Pays de Galles | 2008    | 6      |
| 6    | Chris Ashton         | Angleterre     | 2011    | 6      |
| 6    | Jonny May            | Angleterre     | 2019    | 6      |

### Records de points et d'essais sur l'ensemble des éditions

#### Nombre de points marqués
Les joueurs ayant marqué le plus de points pendant le Tournoi sont : 
| Rang | Joueur          | Nation         | Éditions    | Nombre de points |
| ---- | --------------- | -------------- | ----------- | ---------------- |
| 1    | Jonathan Sexton | Irlande        | 2010 - 2023 | 566              |
| 2    | Ronan O'Gara    | Irlande        | 2000 - 2013 | 557              |
| 3    | Jonny Wilkinson | Angleterre     | 1998 - 2011 | 546              |
| 4    | Owen Farrell    | Angleterre     | 2012 -      | 528              |
| 5    | Stephen Jones   | Pays de Galles | 2000 - 2011 | 467              |
| 6    | Leigh Halfpenny | Pays de Galles | 2009 - 2023 | 424              |
| 7    | Neil Jenkins    | Pays de Galles | 1991 - 2001 | 406              |
| 8    | Chris Paterson  | Écosse         | 2000 - 2011 | 403              |
| 9    | Greig Laidlaw   | Écosse         | 2012 - 2019 | 290              |
| 10   | David Humphreys | Irlande        | 1996 - 2005 | 270              |

#### Nombre d’essais marqués
L'Irlandais Brian O'Driscoll a marqué le plus grand nombre d'essais au cours des différentes éditions du Tournoi avec 26 essais marqués de 2000 à 2014. Le précédent détenteur du record est l'Écossais Ian Smith avec 24 essais marqués de 1924 à 1933.
Les différents joueurs ayant marqué le plus d'essais pendant le Tournoi sont :
| Rang | Joueur           | Nation         | Éditions    | Nombre d'essais |
| ---- | ---------------- | -------------- | ----------- | --------------- |
| 1    | Brian O'Driscoll | Irlande        | 2000 - 2014 | 26              |
| 2    | Ian Smith        | Écosse         | 1924 - 1933 | 24              |
| 3    | George North     | Pays de Galles | 2011 - 2024 | 23              |
| 4    | Shane Williams   | Pays de Galles | 2001 - 2011 | 22              |
| 5    | Gareth Edwards   | Pays de Galles | 1967 - 1978 | 18              |
| 5    | Cyril Lowe       | Angleterre     | 1913 - 1923 | 18              |
| 5    | Rory Underwood   | Angleterre     | 1984 - 1996 | 18              |
| 8    | Ben Cohen        | Angleterre     | 2000 - 2006 | 16              |
| 8    | Gerald Davies    | Pays de Galles | 1967 - 1978 | 16              |
| 8    | Stuart Hogg      | Écosse         | 2012 - 2023 | 16              |
| 8    | Ken Jones        | Pays de Galles | 1947 - 1957 | 16              |
| 8    | Willie Llewellyn | Pays de Galles | 1899 - 1905 | 16              |

### Records de matches joués dans le Tournoi
Les joueurs ayant disputé plus de cinquante rencontres dans le Tournoi sont :
| Rang | Joueur                | Nation         | Éditions    | Nombre de matches |
| ---- | --------------------- | -------------- | ----------- | ----------------- |
| 1    | Sergio Parisse        | Italie         | 2004 - 2019 | 69                |
| 2    | Alun Wyn Jones        | Pays de Galles | 2007 - 2023 | 67                |
| 2    | Cian Healy            | Irlande        | 2010 - 2025 | 67                |
| 3    | Brian O'Driscoll      | Irlande        | 2000 - 2014 | 65                |
| 4    | Rory Best             | Irlande        | 2006 - 2019 | 64                |
| 5    | Ronan O'Gara          | Irlande        | 2000 - 2013 | 63                |
| 6    | Martín Castrogiovanni | Italie         | 2003 - 2016 | 60                |
| 6    | Jonathan Sexton       | Irlande        | 2010 - 2023 | 60                |
| 9    | Mike Gibson           | Irlande        | 1964 - 1979 | 56                |
| 9    | Gethin Jenkins        | Pays de Galles | 2003 - 2016 | 56                |

### Grands Chelems
Six joueurs ont réalisé le plus grand nombre (quatre) de Grands Chelems :
| Joueur            | Nation     | Éditions               |
| ----------------- | ---------- | ---------------------- |
| Dave Davies       | Angleterre | 1913, 1914, 1921, 1923 |
| Cyril Lowe        | Angleterre | 1913, 1914, 1921, 1923 |
| Ronald Cove-Smith | Angleterre | 1921, 1923, 1924, 1928 |
| Jason Leonard     | Angleterre | 1991, 1992, 1995, 2003 |
| Olivier Magne     | France     | 1997, 1998, 2002, 2004 |
| Fabien Pelous     | France     | 1997, 1998, 2002, 2004 |

### Meilleur joueur
- Brian O'Driscoll (Irlande) remporte le trophée 3 fois en 2006, 2007 et 2009.
- Antoine Dupont (France) remporte le trophée 3 fois en 2020, 2022 et 2023.
- Stuart Hogg (Écosse) remporte le trophée 2 fois en 2016 et 2017.

### Autres records individuels

#### Transformations réussies
- Par match : neuf par l'Anglais Jonny Wilkinson en 2001 (Angleterre contre Italie) ; par l'Irlandais Paddy Jackson en 2017 (Irlande contre Italie)[12] ;
- par saison : 24 par Jonny Wilkinson en 2001 ;
- par un joueur dans le Tournoi : 89 par Jonny Wilkinson de 1998 à 2011.

#### Pénalités réussies
- Par match : sept par l'Anglais Simon Hodgkinson en 1991 contre le pays de Galles ; par l'Anglais Rob Andrew en 1995 contre l'Écosse ; par l'Anglais Jonny Wilkinson en 1999 contre la France ; par le Gallois Neil Jenkins en 2000 contre l'Italie ; par le Français Gérald Merceron en 2002 contre l'Italie ; par le Gallois Leigh Halfpenny en 2013 contre l'Écosse ; par le Français Maxime Machenaud en 2016  contre l'Angleterre[13] ;

- par saison : 19 par le Gallois Leigh Halfpenny en 2013[14] ;

- par un joueur dans le Tournoi : 109 par Ronan O'Gara, de 2000 à 2013.

#### Drop goals réussis
- En un match : trois par le Français Pierre Albaladejo contre l'Irlande en 1960 ; par le Français Jean-Patrick Lescarboura contre l'Angleterre en 1985 ; par l'Italien Diego Dominguez contre l'Écosse en 2000 ; par le Gallois Neil Jenkins contre l'Écosse en 2001 ;

- en une saison : cinq par le Français Guy Camberabero en 1967 ; par l'Italien Diego Dominguez en 2000 ; par le Gallois Neil Jenkins en 2001 ; par l'Anglais Jonny Wilkinson en 2003 ; par  l'Écossais Dan Parks en 2010 ;

- par un joueur dans le Tournoi ; 11 par Jonny Wilkinson, de 1998 à 2011.

#### Nombre de plaquages dans un match
Au 5 février 2019, les meilleurs plaqueurs de l'histoire du Tournoi sont les suivants, :
| Rang | Joueur          | Nation         | Édition | Adversaire     | Nombre de plaquages |
| ---- | --------------- | -------------- | ------- | -------------- | ------------------- |
| 1    | Luke Charteris  | Pays de Galles | 2015    | Irlande        | 31                  |
| 1    | Guilhem Guirado | France         | 2018    | Irlande        | 31                  |
| 3    | Thibaud Flament | France         | 2023    | Irlande        | 28                  |
| 4    | Serge Betsen    | France         | 2002    | Pays de Galles | 27                  |
| 4    | Jonny Gray      | Écosse         | 2017    | Irlande        | 27                  |
| 4    | Mako Vunipola   | Angleterre     | 2019    | Irlande        | 27                  |
| 7    | Maxime Mbanda   | Italie         | 2017    | Pays de Galles | 26                  |